# Аппельн
Аппельн (нем. Appeln, н.-нем. Appeln) — ортшафт в Германии, земля Нижняя Саксония, район Куксхафен. Входит в состав общины Беверштедт. До 1 ноября 2011 года был отдельной общиной в составе союза общин Беверштедт. Население составляет 409 человек (на 20 ноября 2019 года). Занимает площадь 14,52 км².

## Административное устройство
Муниципальный район подразделяется на 4 сельских округа:
- Абельхорст
- Аппельн
- Мальзе
- Хавекеш